# Калиманићи (Горњи Милановац)
Калиманићи је село у централној Србији, у општини Горњи Милановац, у Моравичком округу.
Налази се на 8 км од Горњег Милановца, на путу Горњи Милановац - Калиманићи - Бољковци - Доњи Бањани - Љиг. На надморској висини је од 420 до 480 м, а заузима површину од 502 ха.
Према попису из 2022. у селу је био 100 становника.
Село је имало своју општину и школу. Припада црквеној парохији цркве у селу Љутовница. Сеоска слава је била Бела субота, а данас је други дан Тројице.
До скоро, село је било познато и по великим воћњацима ПИК-а Таково.
У овом селу су познати произвођачи шљива и добре природне ракије.
Међу првим заштићеним ракијама са овог подручја је и „ГЕЏА” произвођача Марковић Милована.
Овде се налазе Стари споменици на сеоским гробљима у Калиманићима (општина Горњи Милановац) и Марков гроб у Калиманићима.

## Географија
Село је типичног разбијеног шумадијског типа и дели га речица Калудра на два дела, такозвани доњи и горњи крај.

## Историја
Наиласком Турака, Калиманићи су били исељени. У 18. веку село је насељено досељеницима из Старог Влаха. Први досељеник у ово село звао се Калиман па је по њему село добило име.
Село је познато и по томе што је ту била задња линија фронта у Колубарској бици.
Наиме, Аустроугарске снаге су заглавиле своје тешко наоружање у делу Врнчана, села које се граничи са Калиманићима, звано Локва, где су их српске снаге потукле до ногу и преокренуле битку у своју корист.
У Калиманићима рођен је генерал Божидар Терзић, командант Шумадијске дивизије I позива у Првом светском рату до 31. децембра 1915. године и министар војни у Влади Србије до пред крај Првог светског рата. У ратовима у периоду од 1912. до 1918. године село је дало 78 ратника. Погинуло их је 61 а 17 је преживело.
У селу се за време Другог светског рата скривао Милош Минић.
Село има фудбалски клуб „Омладинац” и невероватно добре људе.

## Демографија
У пописима село је 1910. године имало 470 становника, 1921. године 320, а 2002. године тај број је спао на 182.
У насељу Калиманићи живи 148 пунолетних становника, а просечна старост становништва износи 45,4 година (45,0 код мушкараца и 45,8 код жена). У насељу има 62 домаћинства, а просечан број чланова по домаћинству је 2,92.
Ово насеље је великим делом насељено Србима (према попису из 2002. године), а у последња три пописа, примећен је пад у броју становника.
Број становника се изузетно брзо смањује, јер становништво прелази у Горњи Милановац и остале градове.
|  |

| Демографија | Демографија | Демографија |
| Година      | Становника  | Становника  |
| ----------- | ----------- | ----------- |
| 1948.       | 467         |             |
| 1953.       | 457         |             |
| 1961.       | 366         |             |
| 1971.       | 291         |             |
| 1981.       | 259         |             |
| 1991.       | 202         | 201         |
| 2002.       | 181         | 181         |
| 2011.       | 139         |             |

| Етнички састав према попису из 2002.‍ | Етнички састав према попису из 2002.‍ | Етнички састав према попису из 2002.‍ | Етнички састав према попису из 2002.‍ | Етнички састав према попису из 2002.‍ |
| ------------------------------------ | ------------------------------------ | ------------------------------------ | ------------------------------------ | ------------------------------------ |
|                                      |                                      |                                      |                                      |                                      |
| Срби                                 | Срби                                 |                                      | 180                                  | 99,44%                               |
| Југословени                          | Југословени                          |                                      | 1                                    | 0,55%                                |
| непознато                            | непознато                            |                                      | 0                                    | 0,0%                                 |

| Година пописа     | 1948. | 1953. | 1961. | 1971. | 1981. | 1991. | 2002. |
| ----------------- | ----- | ----- | ----- | ----- | ----- | ----- | ----- |
| Број домаћинстава | 87    | 90    | 84    | 85    | 78    | 58    | 62    |

| Број чланова      | 1  | 2  | 3 | 4 | 5 | 6 | 7 | 8 | 9 | 10 и више | Просек |
| ----------------- | -- | -- | - | - | - | - | - | - | - | --------- | ------ |
| Број домаћинстава | 12 | 22 | 6 | 9 | 7 | 6 | 0 | 0 | 0 | 0         | 2,92   |

| Пол    | Укупно | Неожењен/Неудата | Ожењен/Удата | Удовац/Удовица | Разведен/Разведена | Непознато |
| ------ | ------ | ---------------- | ------------ | -------------- | ------------------ | --------- |
| Мушки  | 71     | 16               | 52           | 1              | 2                  | 0         |
| Женски | 84     | 17               | 53           | 14             | 0                  | 0         |
| УКУПНО | 155    | 33               | 105          | 15             | 2                  | 0         |

| Пол    | Укупно                    | Пољопривреда, лов и шумарство | Рибарство                            | Вађење руде и камена | Прерађивачка индустрија       |
| ------ | ------------------------- | ----------------------------- | ------------------------------------ | -------------------- | ----------------------------- |
| Мушки  | 35                        | 6                             | 0                                    | 0                    | 13                            |
| Женски | 20                        | 3                             | 0                                    | 0                    | 11                            |
| УКУПНО | 55                        | 9                             | 0                                    | 0                    | 24                            |
| Пол    | Производња и снабдевање   | Грађевинарство                | Трговина                             | Хотели и ресторани   | Саобраћај, складиштење и везе |
| Мушки  | 0                         | 3                             | 5                                    | 0                    | 3                             |
| Женски | 0                         | 1                             | 1                                    | 0                    | 0                             |
| УКУПНО | 0                         | 4                             | 6                                    | 0                    | 3                             |
| Пол    | Финансијско посредовање   | Некретнине                    | Државна управа и одбрана             | Образовање           | Здравствени и социјални рад   |
| Мушки  | 0                         | 2                             | 1                                    | 0                    | 2                             |
| Женски | 1                         | 1                             | 1                                    | 0                    | 0                             |
| УКУПНО | 1                         | 3                             | 2                                    | 0                    | 2                             |
| Пол    | Остале услужне активности | Приватна домаћинства          | Екстериторијалне организације и тела | Непознато            | Непознато                     |
| Мушки  | 0                         | 0                             | 0                                    | 0                    | 0                             |
| Женски | 1                         | 0                             | 0                                    | 0                    | 0                             |
| УКУПНО | 1                         | 0                             | 0                                    | 0                    | 0                             |

## Галерија
- Спомен дом Момчила-Моме Радовановића, месна канцеларија.
- Плоче на згради месне заједнице.